# Algemene Vergadering van Newfoundland en Labrador

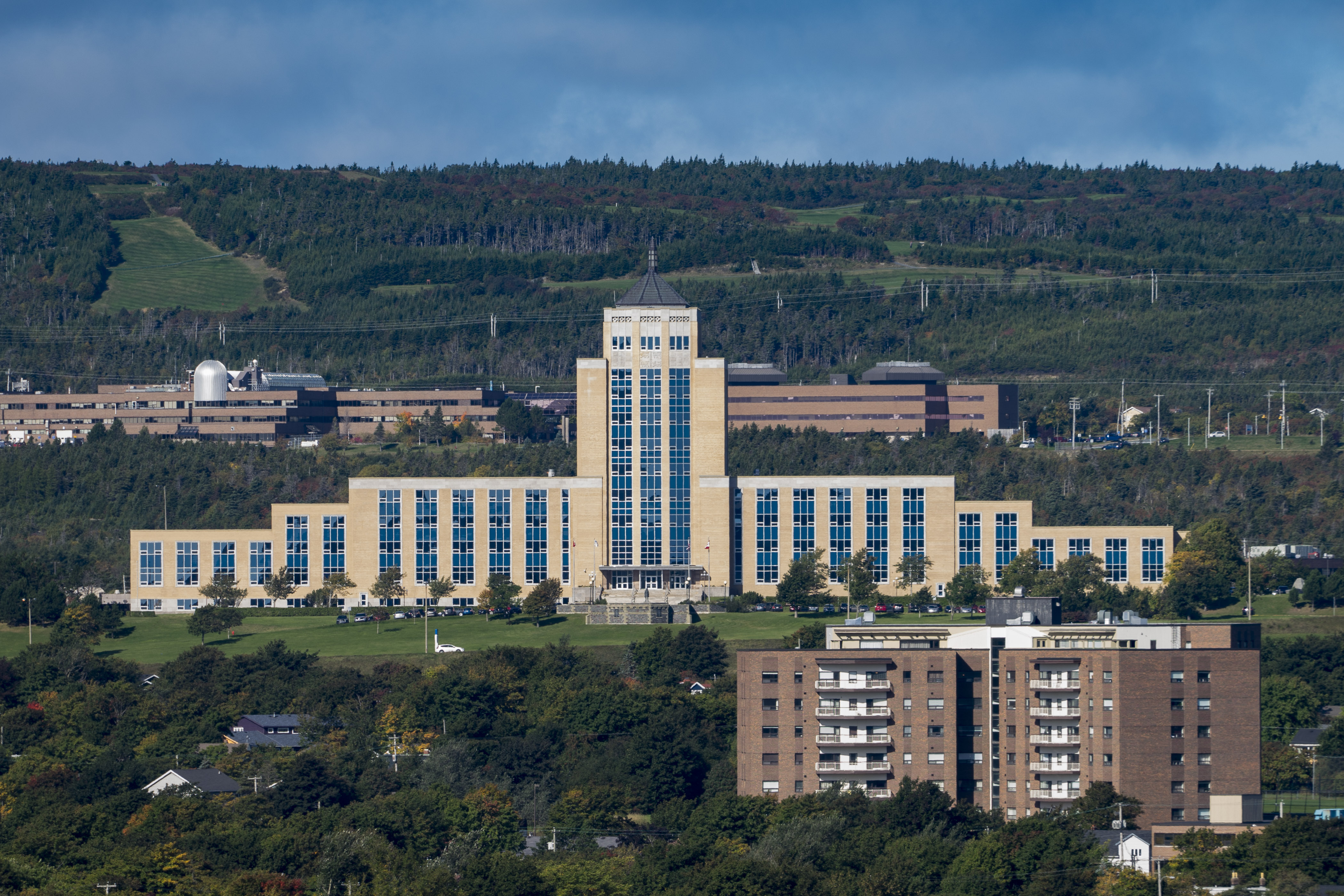
De Confederation Building in St. John's is de vestigingsplaats van het Huis van Vergadering

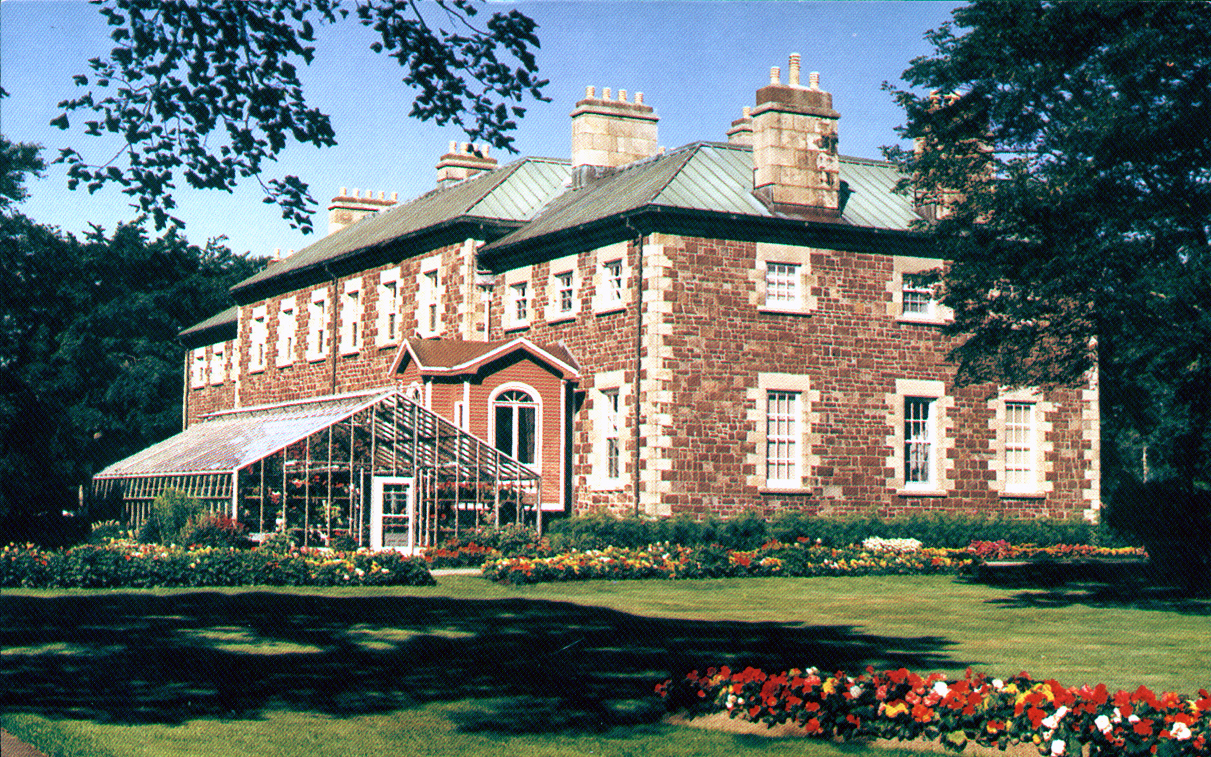
Het Government House in St. John's is de ambtswoning van de luitenant-gouverneur

De Algemene Vergadering van Newfoundland en Labrador (Engels: General Assembly of Newfoundland and Labrador) is de wetgevende macht van Newfoundland en Labrador, de oostelijkste provincie van de federale staat Canada. 

## Systeem
De Algemene Vergadering bestaat uit twee elementen: enerzijds de Koning van Canada, vertegenwoordigd door de luitenant-gouverneur van Newfoundland en Labrador, en anderzijds het Huis van Vergadering (het unicamerale parlement van de provincie).
Net als de Canadese federale overheid maakt Newfoundland en Labrador gebruik van een parlementair systeem volgens het Westminster-model, waarin leden na algemene verkiezingen naar het Huis van Vergadering worden gestuurd. De leider van de partij met de meeste zetels wordt door de luitenant-gouverneur opgeroepen om een regering te vormen en de positie van premier van Newfoundland en Labrador (en voorzitter van de Uitvoerende Raad) op zich te nemen. De premier fungeert als regeringsleider van Newfoundland en Labrador, terwijl de Koning van Canada het staatshoofd is.

## Geschiedenis
De Algemene Vergadering werd voor het eerst opgericht in 1832 in de toenmalige Kolonie Newfoundland. De General Assembly of Newfoundland was oorspronkelijk een tweekamerstelsel, waarbij de Wetgevende Raad van Newfoundland (Engels: Legislative Council of Newfoundland) de rol van hogerhuis had. Aan het hoofd stond een gouverneur. Oorspronkelijk was het zo dat het lagerhuis rekenschap aflegde aan de bevolking en het hogerhuis aan de Kroon. Dit veranderde in 1854 toen Newfoundland responsible government kreeg en dus een volwaardig zelfbestuur met minder afhankelijkheid naar de Kroon toe.
In 1907 werd de kolonie omgevormd naar een onafhankelijk dominion, al bracht dit geen verandering aan de toenmalige structuur van de Algemene Vergadering teweeg.
In 1934 gaf het Dominion Newfoundland haar zelfbestuur op en kwam de macht in handen van de zogenaamde Commission of Government. Het hogerhuis werd toen afgeschaft en de rest van de Algemene Vergadering werd voor onbepaalde duur opgeschort. De Commission of Government die Newfoundland van 1934 tot 1949 bestuurde bestond immers uit niet-verkozen ambtenaren die ondergeschikt waren aan de Regering van het Verenigd Koninkrijk.
Op 1 april 1949 trad Newfoundland als tiende provincie toe tot de Canadese Confederatie, waarop de provincie opnieuw een eigen democratisch systeem kreeg. Het hogerhuis werd echter niet meer opnieuw ingevoerd. De afgeschafte functie van gouverneur van Newfoundland en Labrador werd vervangen door die van luitenant-gouverneur.
In 2001 veranderde provincie Newfoundland haar naam naar "Newfoundland en Labrador", waardoor ook de Algemene Vergadering van naam veranderde.